# Esponges de mar
Les esponges de mar o porífers (Porifera) són un clade d'animals basals. Es tracta d'organismes multicel·lulars sèssils amb el cos ple de porus i canals que permeten que l'aigua circuli a través seu i es componen d'una capa de mesohil (un teixit de consistència gelatinosa) encaixada entre dues capes fines de cèl·lules. Es nodreixen per filtració i es troben entre els membres més primitius del macrobentos. Nombroses espècies tenen un paper important en la formació d'esculls.
Tenen cèl·lules no especialitzades que es poden transformar en altres tipus de cèl·lules, canvi sovint associat a una migració entre les capes principals i la mesoglea. Com que manquen de sistema nerviós, aparell digestiu i sistema circulatori, els cal un flux constant d'aigua a través del cos per obtenir els nutrients i l'oxigen que necessiten i eliminar els residus que generen, normalment mitjançant el moviment flagel·lar dels coanòcits.
La majoria dels científics donen per fet que les esponges de mar foren el primer grup a separar-se del llinatge evolutiu de l'últim avantpassat comú de tots els animals, cosa que en fa el tàxon germà de tots els altres animals.

## Etimologia
La paraula «esponja» deriva del mot italià spongia i, en última instància, del mot grec σπογγιά (sponguià), tots amb el mateix significat. L'ús d'aquest terme en català es remunta al segle xiv. El nom científic «Porifera» significa ‘portadors de porus’ en llatí i es refereix a la gran abundància de porus que presenten aquests animals.

## Característiques generals

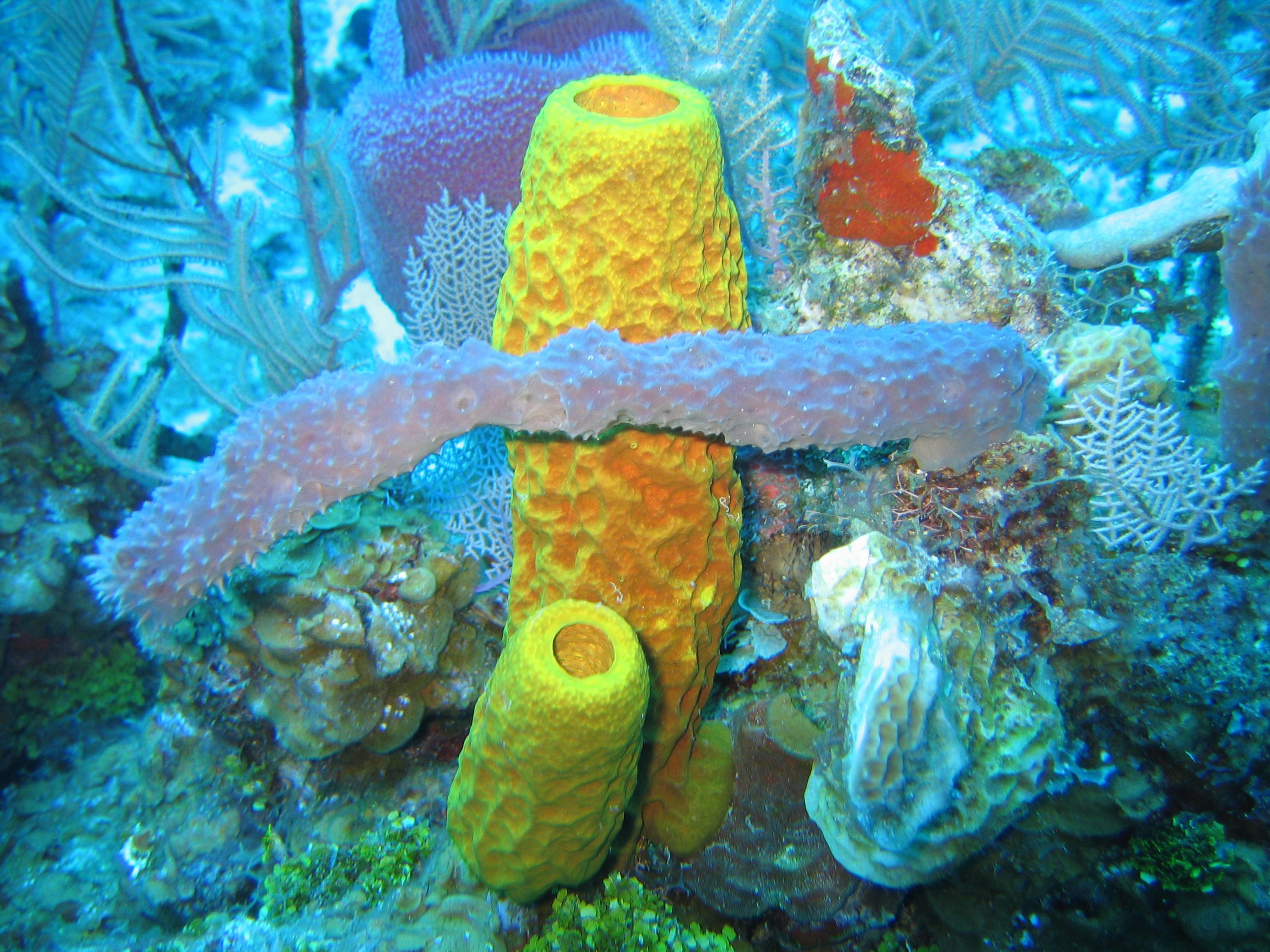
Biodiversitat i morfotips d'esponges de mar a la cara d'una paret situada a una profunditat de 20 m. Hi ha Aplysina fistularis (groc), Niphates digitalis (lila), Spirastrella coccinea (vermell) i Callyspongia sp. (gris).

Les esponges presenten cambres interiors revestides de coanòcits, cèl·lules que contenen un llarg flagel i un collar. Aquestes cèl·lules fagociten les partícules alimentàries de l'aigua que flueix a través del cos de l'esponja i del seu sistema de canals, impulsada per incomptables sacsejades dels flagels.
Les colònies d'animals que no es desplacen en el mar necessiten que els corrents portin partícules alimentàries fins a la proximitat dels seus òrgans de captura, com els flagels o tentacles. Però les esponges, gràcies a les cèl·lules que produeixen aquest corrent d'aigua en el seu interior, poden viure també en aigües quietes, amb l'única condició que continguin substàncies nutritives.
El bombament de la colònia aporta, sense parar, aigua nova que, amb les seves partícules en suspensió, travessa el cos de l'esponja pels milers de porus que presenten, i arriba a les cèl·lules. Aquestes aprofiten l'oxigen dissolt en l'aigua i, a més a més, capturen l'aliment. Després, l'aigua és llançada una altra vegada cap a fora per l'òscul, i arrossega els materials de desfeta i diòxid de carboni produïts per l'esponja.

## Història
Les esponges eren ja utilitzades pels grecs, que en les tèbies aigües de l'arxipèlag hel·lènic, des de temps immemorial, es van dedicar a la seva pesca, en què van arribar a ser molt hàbils. No sols les utilitzaven en la higiene personal, sinó també per a folrar per dins els cascos de bronze i pesants armadures de guerra. Aristòtil, tres segles abans de Crist, esmenta ja en els seus escrits alguns d'aquests éssers, dels quals va fer interessants observacions.
La classificació d'aquest grup dins del món animal o vegetal va constituir un veritable problema per als científics, ja que en trobar iode en el seu cos es creia que eren vegetals. Fins ben entrat el segle xviii, l'origen de les esponges es va justificar de diverses maneres, primer com a escuma de mar solidificada, després com nius de certs animals marins o com a plantes.
Va ser l'anglès John Ellis, el 1786, qui va resoldre definitivament l'enigma, declarant que les esponges són, de fet, membres del regne animal. Ellis va observar els moviments de retracció i expansió dels porus del cos de l'esponja, així com els corrents d'aigua que els travessen el cos.
No obstant això, a les esponges, els manquen algunes característiques dels animals típics: no tenen teixits totalment diferenciats. En certa manera, es podrien considerar equivalents a colònies de cèl·lules on cadascuna continua alimentant-se per si mateixa.

## Reproducció
Les esponges presenten dos tipus de reproducció: sexual i asexual.
- Reproducció sexual. Els òvuls i els espermatozoides es produeixen a partir de determinades cèl·lules dels mesènquima. Els espermatozoides són expulsats per l'òscul en grans quantitats, i poden penetrar en una altra esponja arrossegats pel corrent d'aigua. Una vegada dintre, arriben fins als òvuls i es produeix la fecundació. Els zigots es transformen en larves ciliades que són alliberades a l'aigua, on podran transformar-se en esponges adultes després de fixar-se a un substrat.
- Reproducció asexual. La reproducció asexual es produeix per la separació de fragments de l'esponja, que es dispersen en l'aigua i posteriorment es converteixen en esponges individuals.

## Fisiologia
Les esponges no tenen aparell digestiu, ni circulatori, ni respiratori. L'oxigen arriba directament a les cèl·lules per difusió. Les substàncies residuals són expulsades lliurement, a través de la paret o per l'obertura que tenen en un extrem, l'òscul.
El moviment dels flagels dels coanòcits produeix un flux d'aigua que entra pels porus, passa a la cavitat central o atri i surt per l'òscul.
Les partícules orgàniques que hi ha en suspensió en l'aigua són atrapades i digerides pels coanòcits i les cèl·lules fagocitàries que recobreixen els canals de les esponges. Les substàncies resultants d'aquesta digestió poden passar al mesènquima i alimentar altres cèl·lules.

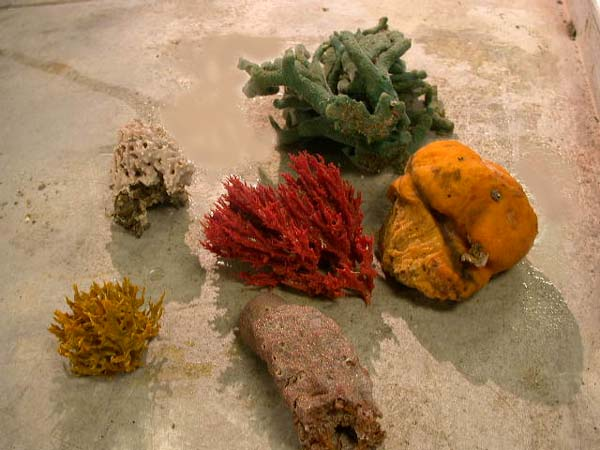
Varietats d'esponges

## Classificació
Les esponges es distribuïen tradicionalment en tres classes: esponges calcàries (Calcarea), esponges de vidre (Hexactinellida) i demosponges (Demospongiae). Tot i això, els estudis han demostrat que Homoscleromorpha, un grup que es classificava dins de Demospongiae, està en realitat filogenèticament ben separat. Per tant, recentment han estat reconeguts com a quatre classe d'esponges actuals més una classe extinta.
- Classe Calcarea. Esquelet format per calcita.
- Classe Hexactinellida. Esquelet format per sílice.
- Classe Demospongiae. Esquelet format per sílice i espongina.
- Classe Homoscleromorpha. Esquelet format per sílice i espongina.
- Classe Archaeocyatha †. Grup extint, exclusiu del Cambrià Inferior i de posició taxonòmica incertaa; a vegades considerat un fílum propi.
- Classe Stromatoporoidea †. Grup extint, del Paleozoic, de posició incerta; a vegades considerat una subclasse de Demosponges.

## Filogènesi
Les esponges han estat considerades històricament un grup monofilètic per la seva morfologia i característiques comunes. L'era de l'estudi molecular va desafiar aquesta visió en proposar que Porifera era parafilètic, suggerint que els animals ancestrals van ser esponges; però, estudis de filogènia molecular més profunds reconsideren la monofília de les esponges. Actualment es considera que les esponges tindrien les següents relacions:
|  | Demospongiae   |
|  |                |
|  | Hexactinellida |
|  |                |

|  | Calcarea         |
|  |                  |
|  | Homoscleromorpha |
|  |                  |

|  | Demospongiae   |
|  |                |
|  | Hexactinellida |
|  |                |

|  | Calcarea         |
|  |                  |
|  | Homoscleromorpha |
|  |                  |